# RTR Płanieta
RTR Płanieta (ros. РТР-Планета) – rosyjska stacja telewizyjna publicznego nadawcy WGTRK nadawany szczególnie w krajach Wspólnoty Niepodległych Państw, gdzie nosi nazwę RTR Rossija, choć na ekranach widzów pojawia się inne logo, mimo nadawania tych samych audycji, co na RTR Płanieta.

## Działalność
30 czerwca 2002 na konferencji prasowej zapowiedziano uruchomienie nowego kanału RTR Płanieta, a pierwsze audycje pojawiły się już następnego dnia.

### Programy informacyjne
Programy informacyjne nadawane z kanału „Rossija 24”:
- „Wiesti” – główny program informacyjny, emitowany co 30 minut;
- „Wiesti .......” – specjalizacyjne serwisy informacyjne, o profilach: ekonomia, kultura, region, sport, pogoda, moskiewskie;
- „Bez komentarza” – prezentacja materiałów nagranych przez dziennikarzy, bez komentarza reporterskiego;
- „Przemysł filmowy” – autorski program przemysłu filmowego;
- „Kosmos” – sprawozdania z przygotowań do lotu w przestrzeni kosmicznej i najważniejszych osiągnięć w dziedzinie astronautyki;
- „Godzina z Parlamentem” – przegląd najważniejszych wydarzeń w życiu Dumy Państwowej Rosji;
- „Puls” – przegląd najważniejszych osiągnięć w dziedzinie medycyny.

### Krytyka i kontrowersje
Od samego początku stacja jako dostępna dla mieszkańców byłego Związku Radzieckiego budziła kontrowersje. Najgłośniejszy protest miał miejsce w 2008 roku na Ukrainie, wtedy 53. Konkurs Piosenki Eurowizji był transmitowany przez ukraińskiego nadawcę publicznego, który posiadał wyłączne prawa do emisji oraz przez RTR Rossija na teren Ukrainy, która zgody na to nie posiadała.
Wcześniej, w 2004 roku podczas oblężenia jednej z biesłanskich szkół stacja nie relacjonowała przebiegu akcji (na żywo), w przeciwieństwie do CNN czy BBC.
Również ze względu na często napięte relacje byłych republik ZSRR z Rosją, dochodziło do odłączeń kanału w przypadku konfliktów dyplomatycznych między stronami.
Od 24 lutego 2022 roku w związku z inwazją Rosji na Ukrainę, zakazano nadawania stacji na terenie Polski.